# Ogyū Sorai
Ogyū Sorai (japanska: 荻生徂徠?; Även känd som Butsu Sorai), född den 21 mars 1666 (kanbun i den japanska tideräkningen) i Edo (nuvarande Tokyo), död den 28 februari 1728 (kyōhō i den japanska tideräkningen), var en konfuciansk filosof och filolog. Hans ursprungliga namn var Mononobe Nabematsu. Ogyū är mest känd för sina studier av confucianismens tillämpning på staten. Han tog avstånd från den gängse neokonfucianismen, och återvände i stället till äldre, kinesiska ursprungstexter.
Ogyū betonade vikten av att bejaka människans känsloliv, och inte bara, som i shogunatets idealsyn på människan, moralisk självbehärskning. Han motsatte sig också uppfattningen att det gick att bygga ett samhälle endast på moraliskt högtstående, starka ledare.

## Verk i översättning
- Ogyū, Sorai; McEwan J. R. (1962) (på engelska). The political writings of Ogyū Sorai. University of Cambridge Oriental publications, 0068-6891 ; 7. Cambridge. Libris 788068
- Lidin, Olof G. (1983) (på engelska). Ogyū Sorai's journey to Kai in 1706: with a transl. of the Kyōchūkikō. Monograph series / Scandinavian Institute of Asian Studies, 0069-1712 ; 48. London: Curzon. Libris 5459939. ISBN 0-7007-0158-3
- Ogyū, Sorai; Yamashita Samuel Hideo (1994) (på engelska). Master Sorai's responsals: an annotated translation of Sorai sensei tōmonsho. Honolulu: University of Hawaii Press. Libris 2363268. ISBN 0-8248-1570-X
- Ogyū, Sorai; Lindin Olof G. (1970) (på engelska). Distinguishing the way = (Bendō). Monumenta Nipponica monographs. Tokyo: Sophia Univ. Libris 62946